# Амитабха
Амитабха (санскрит: अमिताभ, Амитабха (корен), [амиˈт̪абʱъ]) е един от петте основни Дхяни Буди и е описан в древните ръкописи на Махаяна. Той е също така основен медитативен аспект във всички Ваджраяна приемствености. Амитабха е главният Буда в школата, почитаща неговата Чиста земя, често интерпретирана като рай. Този клон на будизма е практикуван най-вече в Източна Азия, докато във Ваджраяна Амитабха е известен като даряващ дълголетие и с различаващата си мъдрост, обхващаща например различните индивидуалности на съществата. Според тези ръкописи Амитабха е натрупал неизмерими заслуги като резултат от добри дела в предишните си животи като бодхисатва на име Дхармакара. „Амитабха“ се превежда като „Безгранична светлина“ оттук и Амитабха често е наричан „Будата на Безграничната светлина.“

## Учение
Според Сутрата на безграничния живот Амитабха в много далечни древни времена и в друга световна система монах на име Дхармакара. В някои версии на тази сутра Дхармакара е описан като бивш крал, който, докосвайки се до будистките учения благодарение на Буда Локешвараджа, се отказва от трона си. Тогава той решава да стане Буда.